# Бакілі Мулузі
Елсон Бакілі Мулузі — державний та політичний діяч Малаві, другий президент Малаві 1994—2004 рр.

## Життєпис
Народився 17 березня 1943 в Британському Ньясаленді. Вищу освіту здобув у В.Британії. В політиці незалежного Малаві з 1960-х рр. У 1975—1982 рр. був депутатом національного парламенту. З 1982 р. відійшов від політики і займався бізнесом. Після того, як беззмінний президент Малаві Гастингс Камузу Банда в 1993 р. погодився піти на перші вільні вибори, Мулузі створив партію Об'єднаний Демократичний Фронт, і переміг Банду на цих виборах 1994 р. Президент Малаві з 24 травня 1994 р. Переміг на наступних виборах 1999 р. Намагався змінити конституцію, щоб піти і на третій термін, проте парламент не дозволив йому це зробити. Після виходу у відставку його кілька разів намагалися притягти до відповідальності за корупційні дії, але безрезультатно.